# Fort d'Håøya
Le fort d'Håøya était un fort côtier sur l'île d'Håøya dans la municipalité de Færder dans le comté de Vestfold og Telemark, en Norvège.

## Description
La construction du fort a commencé en 1892 et a été achevé deux ans plus tard. Le premier exercice d'armement eut lieu en 1897. L'armement se composait initialement de deux canons Armstrong L/43.9 de 120 mm d'une portée de 9 000 m et de quatre canons Hotchkiss L/46.5 de 65 mm. En 1900, deux autres Armstrong M/00 de 210 mm d'une portée de 10 000 m sont installés. De plus, partagés avec la batterie de Sundås, six canons de campagne de 84 mm et quatre mitrailleuses Hotchkiss étaient disponibles.
Le but du fort était que, avec la batterie de Sundås sur le continent, il bloquerait l'entrée du Vestfjord et qu'il couvrirait ainsi le port de la marine norvégienne à Melsomvik (en).
En mai 1940, les deux canons de 120 mm sont démontés et envoyés à Rørvik. L'île a été utilisée comme camp de convalescence pour les soldats blessés et a également été la base d'une flottille de mini-sous-marins. Aujourd'hui, les bâtiments sont utilisés comme maisons de vacances pour le personnel des forces armées norvégiennes.

## Galerie

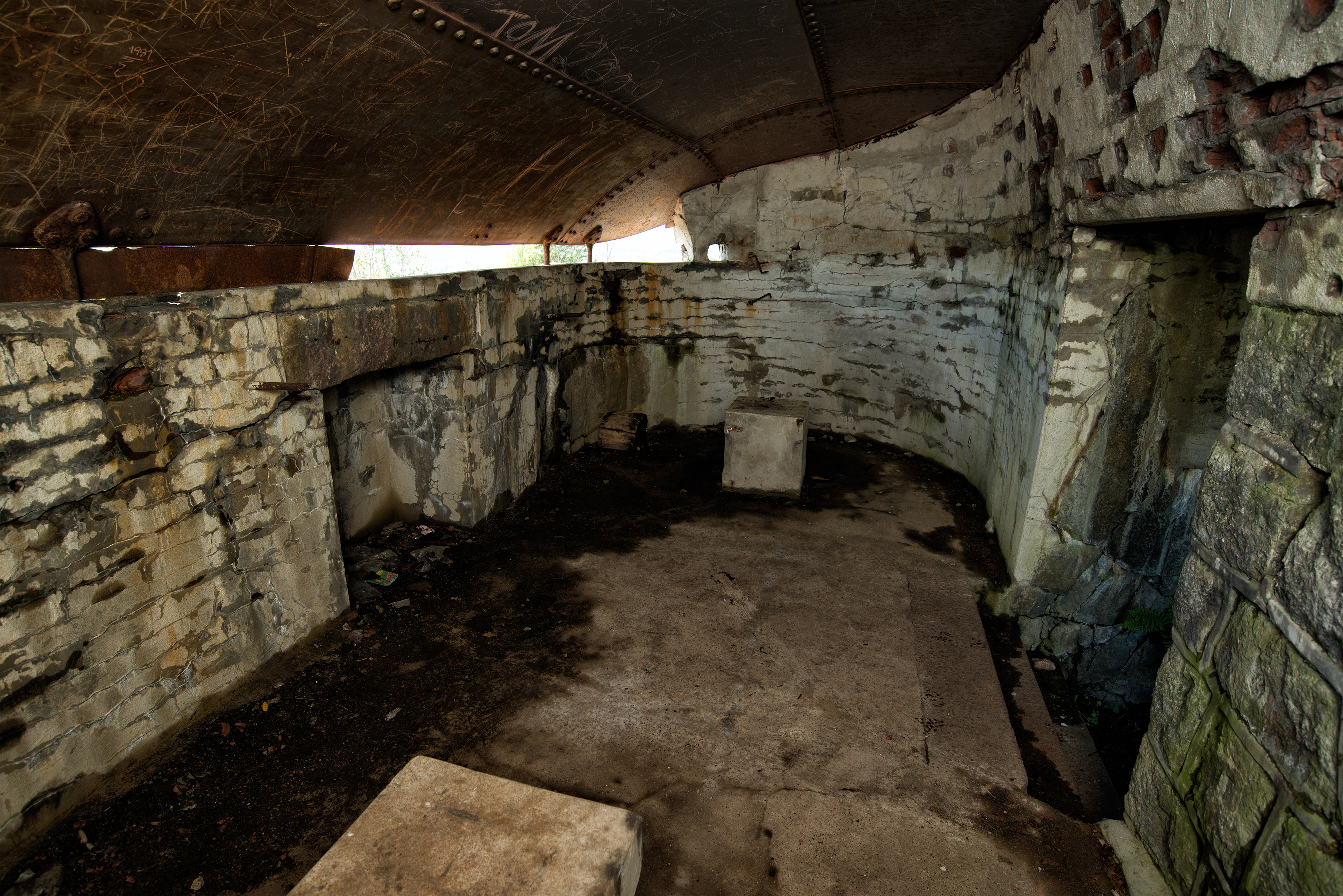
Intérieur
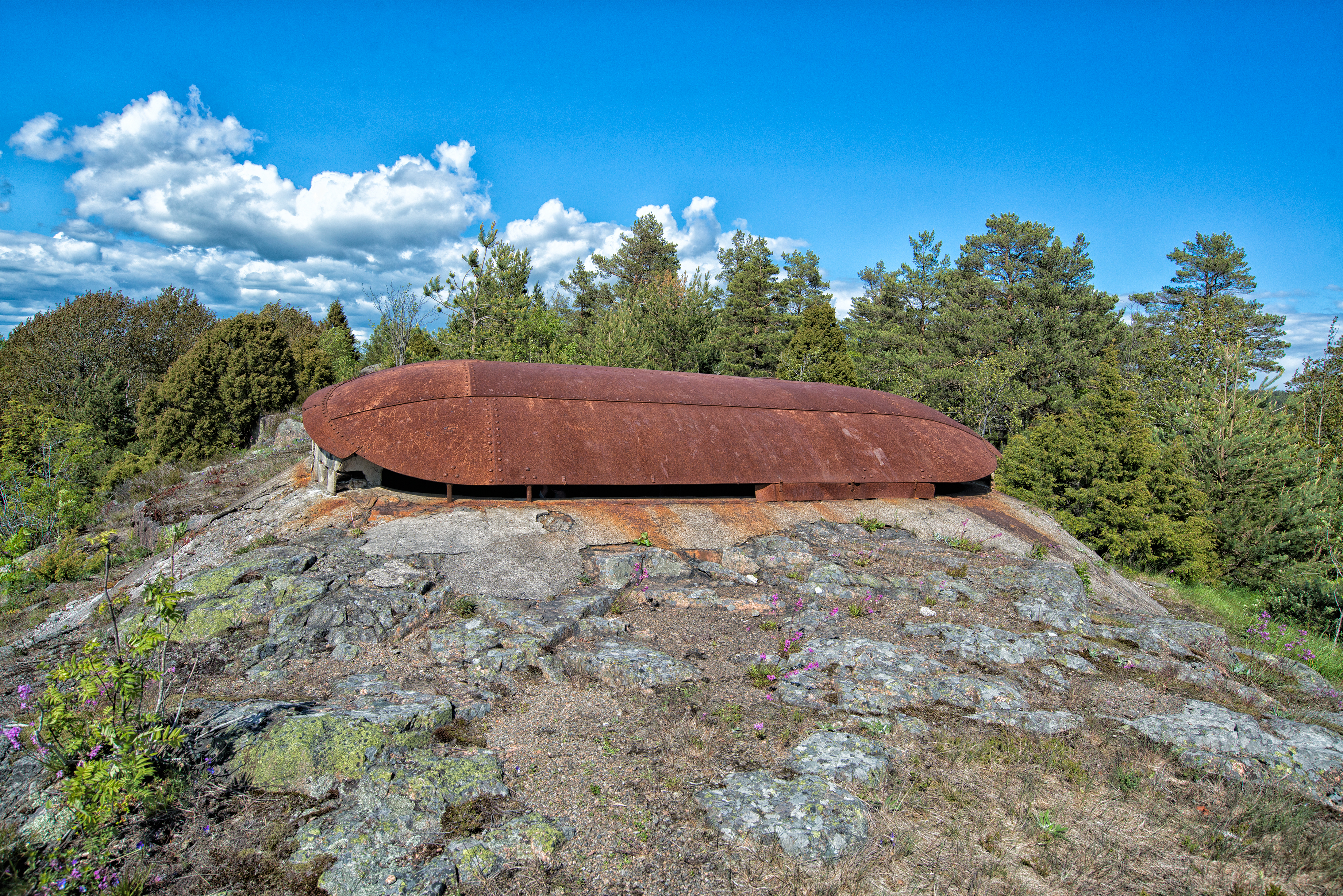

### Source de la traduction
- (no) Cet article est partiellement ou en totalité issu de l’article de Wikipédia en norvégien intitulé « Håøya fort » (voir la liste des auteurs).